# 假想粒子
假想粒子，理论物理学家提出的物理模型中假想的一些粒子，基本没有切实的实验依据，很有可能宇宙中根本就不存在这些粒子。这些粒子的提可能只是为了给某些物理现象作一种可能的解释，或者是因为这种粒子如果存在也不会破坏现有的物理定律，因此没有理由相信它们一定不存在。
暗物质相关假说中的假想粒子有大质量弱相互作用粒子（WIMP）、惰性中微子（sterile neutrino）、加速子（Acceleron）。
超光速理论研究中的运动速度远超光速的快子（tachyon，也叫速子、迅子）。
弦理论中一些仅带有北极或南极单一磁极的磁单极子，以及X玻色子和Y玻色子。
作为标准模型的补充提出的超对称理论认为，每一种基本粒子都匹配一种超对称粒子（Superpartner）。玻色子的超对称粒子包括重力微子（gravitino）、光微子（photino）、胶微子（gluino）；费米子的超对称粒子是超费米子，就是在每种费米子前加一个s，如标量电子（selectron）、超夸克（squark）、标量中微子（neutrilino）。
此外还有其它一些理论提出的轴子、引力子等等。
在标准模型理论基础上还有一些可能的新强子态复合粒子被提出，由2个胶子或3个胶子组成的胶球（glueball），由胶子和夸克组成的混杂态（hybrid state），由4个夸克组成的四夸克态，由5个夸克组成的五夸克态，由6个夸克组成的六夸克态（双重子态）等等。